# Bercianos del Páramo (kommunhuvudort)
Bercianos del Páramo är en kommunhuvudort i Spanien.   Den ligger i provinsen Provincia de León och regionen Kastilien och Leon, i den nordvästra delen av landet, 270 km nordväst om huvudstaden Madrid. Bercianos del Páramo ligger 815 meter över havet och antalet invånare är 742.
Terrängen runt Bercianos del Páramo är platt, och sluttar söderut. Runt Bercianos del Páramo är det glesbefolkat, med 20 invånare per kvadratkilometer. Närmaste större samhälle är La Bañeza, 17,9 km sydväst om Bercianos del Páramo. Trakten runt Bercianos del Páramo består till största delen av jordbruksmark.